# حبق أحادي الفلقة
حبق أحادي الفلقة (الاسم العلمي:Ocimum monocotyloides) هو نوع من النباتات يتبع جنس الحبق من الفصيلة الشفوية.